# Gysenberg (Herne)

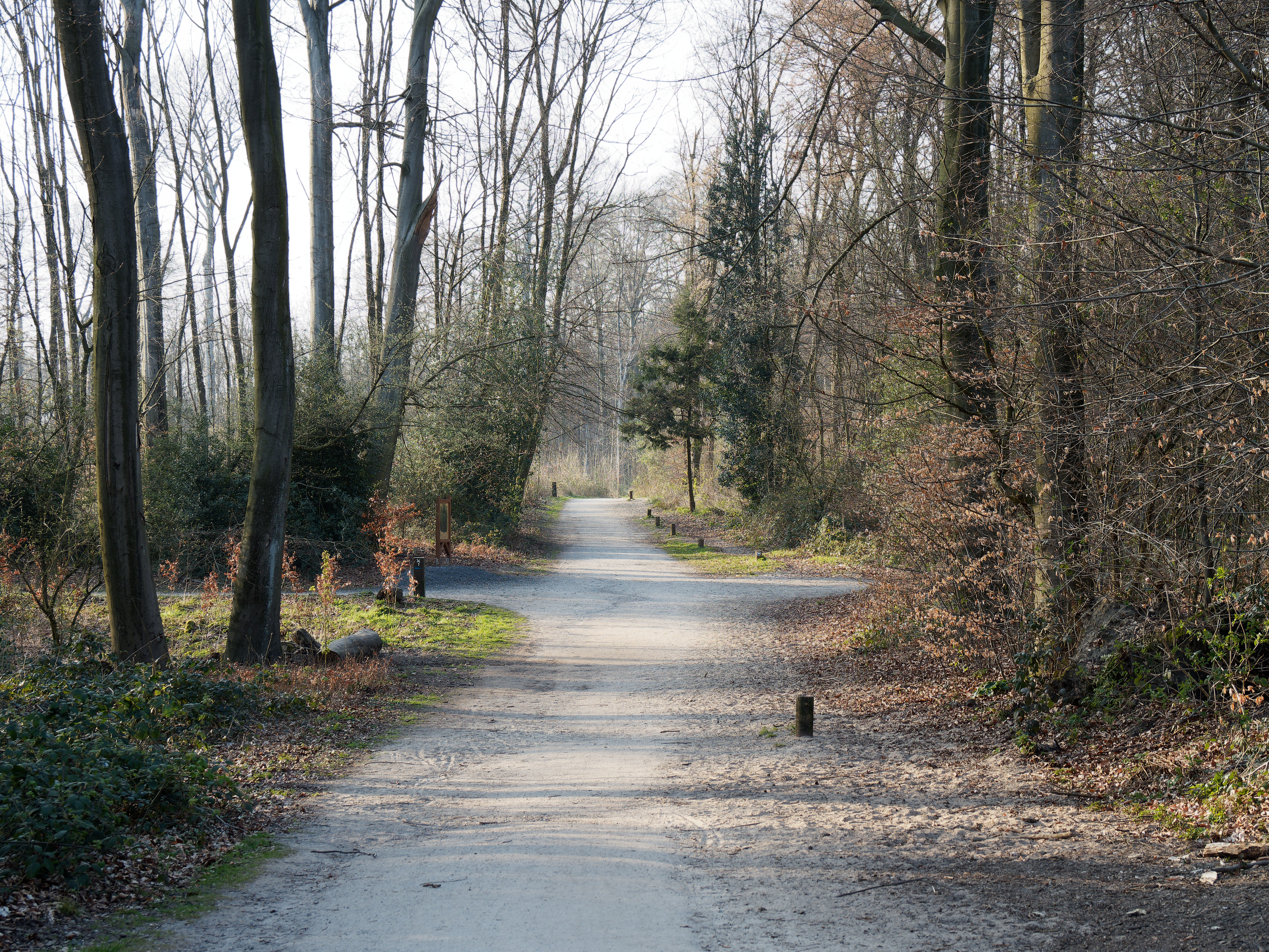
Hauptweg im Gysenberg

Gysenberg ist ein Ortsteil im Stadtbezirk Sodingen von Herne. Die Anhöhe Gysenberg ist 120 m NN hoch.

## Geschichte
Urkundlich wird im Jahre 1217 ein Rötger vom Gisenberge erwähnt. Die Ritter von Gysenberg waren ein märkisches Adelsgeschlecht. 1392 wird Gysenberge im  Kirchspiel von Herne genannt. Ab 1725 besitzen die Grafen von Westerholt den Gysenberger Wald. Die Bauerschaft Gysenberg gehörte noch 1808 zur Mairie Castrop, dann zur Bürgermeisterei Castrop. Ab 1844 zählten die Landgemeinden Gysenberg, Börnig und Holthausen zum Amt Castrop. 1902 wurde das Amt Castrop aufgelöst und die drei Gemeinden bildeten das Amt Sodingen. Am 1. April 1928 wurde Gysenberg nach Herne eingemeindet. 
Erst 1927 erwarb die Stadt Herne den 103 ha großen Stadtwald für einen Kaufpreis von 1.775.000 Reichsmark vom Grafen Egon Franz von und zu Westerholt.  1934 wurde der Tierpark eingeweiht. 1970 wurde der Revierpark Gysenberg eröffnet. Zum Gysenberger Wald zählt der Posenberg mit dem Hof Kranenberg, deren Bewohner einen Teil ihres Grundstücks 1979 an eine Baufirma verkauften.